# Mimidae
I Mimidi (Mimidae Bonaparte, 1853), anche noti come tordi americani, sono una famiglia di uccelli passeriformi.
Essi sono noti per l'abitudine di alcune specie di mimare le canzoni di altri uccelli e i suoni di insetti e anfibi, spesso ad alta voce e in rapida successione.

## Tassonomia
La famiglia comprende 34 specie in 10 generi:
- Genere Dumetella
  - Dumetella carolinensis (Linnaeus, 1766)
- Genere Melanoptila
  - Melanoptila glabrirostris P.L.Sclater, 1858
- Genere Mimus
  - Mimus polyglottos (Linnaeus, 1758) - mimo settentrionale
  - Mimus gilvus (Vieillot, 1808)
  - Mimus gundlachii Cabanis, 1855
  - Mimus thenca (Molina, 1782)
  - Mimus longicaudatus Tschudi, 1844
  - Mimus saturninus (Lichtenstein, 1823)
  - Mimus patagonicus (d'Orbigny & Lafresnaye, 1837)
  - Mimus triurus (Vieillot, 1818)
  - Mimus dorsalis (d'Orbigny & Lafresnaye, 1837)
  - Mimus parvulus (Gould, 1837)
  - Mimus trifasciatus (Gould, 1837)
  - Mimus macdonaldi (Ridgway, 1890)
  - Mimus melanotis (Gould, 1837)
  - Mimus graysoni (Lawrence, 1871)
- Genere Oreoscoptes
  - Oreoscoptes montanus (J.K.Townsend, 1837) - mimo della salvia
- Genere Toxostoma
  - Toxostoma rufum (Linnaeus, 1758)
  - Toxostoma longirostre (Lafresnaye, 1838)
  - Toxostoma guttatum (Ridgway, 1885)
  - Toxostoma cinereum (Xántus de Vésey, 1860)
  - Toxostoma bendirei (Coues, 1873)
  - Toxostoma ocellatum (P.L.Sclater, 1862)
  - Toxostoma curvirostre (Swainson, 1827)
  - Toxostoma redivivum (Gambel, 1845)
  - Toxostoma crissale Henry, 1858
  - Toxostoma lecontei Lawrence, 1851 - mimo di Le Conte
- Genere Ramphocinclus
  - Ramphocinclus brachyurus (Vieillot, 1818)
- Genere Melanotis
  - Melanotis caerulescens (Swainson, 1827)
  - Melanotis hypoleucus Hartlaub, 1852
- Genere Allenia
  - Allenia fusca (Statius Müller, 1776)
- Genere Margarops
  - Margarops fuscatus (Vieillot, 1808)
- Genere Cinclocerthia
  - Cinclocerthia ruficauda (Gould, 1836)
  - Cinclocerthia gutturalis (Lafresnaye, 1843)